# Pato Banton
Pato Banton (född Patrick Murray, 5 oktober 1961) är en brittisk reggaesångare och toaster från Birmingham (även hemstad för mångåriga reggaebanden UB40 och Steel Pulse). Han fick smeknamnet "Pato" (jamaicansk engelska för "Wise Owl") av sin styvfar, och "Banton" är toasterslang för en "tungvikts-DJ".

## Musikkarriär
Pato Banton fick allmänhetens uppmärksamhet i början av 1980-talet då han arbetade med brittiska ska-, rocksteady- och reggaebandet The Beat, också de från Birmingham. Han spelade in låten "Pato and Roger A Go Talk" med Ranking Roger, som finns på 1982 års album Special Beat-Service.
Banton fortsatte med att spela in en uppsättning singlar för Fashion Records och Don Christie Records. Han var en av de gästartister som toastade på UB40:s album Baggariddim 1985. Bantons debutalbum kom 1985, det Mad Professor-producerade Mad Professor Captures Pato Banton. År 1987 släppte han albumet Never Give In, som involverade ett samarbete med Paul Shaffer och dessutom en uppföljning till hans tidigare samarbete med Ranking Roger genom låten "Pato and Roger Come Again". Därefter släppte Banton 1988 ett mer pop-orienterat album – Visions of the World – men år 1990 var han tillbaka i reggae. och dancehallfacket med Wize Up! (No Compromise), som innehåller en cover på The Polices reggaelåt "Spirits in the Material World" och ett samarbete med Steel Pulses sångare David Hinds genom låten "Wize Up!"
Banton arbetade därefter fram ett livealbum med hjälp av Mad Professor, och släpptes sedan 1992 Universal Love. Albumet innehöll låten "United We Stand", som skrevs av Ray Watts i den Birminghambaserade gruppen Beshara. Efter att 1994 lyckats ta sig till förstaplatsen på den brittiska listan med covern "Come Back", som han gjorde tillsammans med bröderna med Robin och Ali Campbell i UB40,, släppte han ett "Best of"-album. Därefter bjöd Sting (f.d. basist och sångare i The Police) in Banton att medverka på singeln "This Cowboy Song".. År 1996 kom albumet Stay Positive och år 2000 Life Is a Miracle, för vilket Banton Grammy-nominerades till årets bästa reggaealbum (priset togs hem av Beenie Man för dennes album Art and Life). Under 2000-talets första år var Banton av och till varit en del av det amerikanska roots reggae-bandet Mystic Roots, bildat i Chico, Kalifornien.

## Urantiatroende
Efter en period av djup eftertanke och meditation kände sig Pato Banton vägledd att fortsätta med musiken. I början av 2005 inbjöd den andliga guiden Yahe Boda från The Urantia Association Banton att göra en kort turné runt USA för att "samla folket i lovsång." Denna erfarenhet ledde till att Banton spela in det inspirerade dubbelalbumet The Words of Christ, en berättande musikresa  av Kristi lära som den tolkas enligt den s.k. Urantiasekten, som uppstod i Chicago på 1950-talet.. Det är en universalistisk lära som försöker binda samman alla religioner och folk och som ser Gud som varken man eller kvinna. Boken berättar om människosläktets förflutna och om vårt personliga ansvar när det gäller framtiden. Boken ger en unik beskrivning av Jesu liv och lära i förening med nya filosofiska koncept gällande religion, psykologi, vetenskap och etik.
År 2006 dök Banton upp i en mindre filmroll. Hans spelade Jay, ägare av en exklusiv bar i filmen Lycanthropy.
År 2008 släppte han Destination Paradise. Året därpå, 2009, bildade han ett nytt band, Now Generation, som genomförde en längre turné i USA, med åtagandet att sprida urantialäran genom sina föreställningar och föreläsningar.

## Diskografi
- Mad Professor Captures Pato Banton (1985)
- Never Give In (1987)
- Visions Of The World (1989)
- Mad Professor Recaptures Pato Banton (1990)
- Wize Up! (No Compromize) (1990)
- Live & Kickin All Over America (1991)
- Universal Love (1992)
- Collections (1994)
- Stay Positive (1996)
- Tudo De Bom - Live In Brazil (2000)
- Life Is A Miracle (2000)
- Live At The Maritime - San Francisco (2001)
- The Best Of Pato Banton (2002)
- Positive Vibrations (2007)
- Pato Banton and Friends (2008)
- Destination Paradise (2008)